# Les Ennemis (film, 1968)
Pour les articles homonymes, voir Les Ennemis.
Pour plus de détails, voir Fiche technique et Distribution.
Les Ennemis (De vijanden) est un film belgo-néerlandais réalisé par Hugo Claus sur son propre scénario, sorti en 1968.

## Synopsis
Au cours de la bataille des Ardennes en 1944, un jeune garçon belge découvre un soldat américain blessé. Le garçon sait comment rapidement remettre le soldat sur pied, mais, à proximité de sa maison, les Allemands se préparent pour une offensive. Un soldat allemand est blessé lors d'une attaque américaine. Le soldat américain et le garçon traînent le soldat allemand dans la maison et le gardent prisonnier. Un lien d'amitié se crée entre les trois hommes et ils recherchent une solution acceptable par tous.

## Fiche technique
- Titre : Les Ennemis
- Titre original : De vijanden
- Réalisation : Hugo Claus
- Scénario : Hugo Claus
- Musique : Misha Mengelberg
- Photographie : Herman Wuyts
- Montage : Jan Bosdriesz
- Production : Jan Vrijman
- Société de production : Jan Vrijman Cineproduktie
- Pays de production :  Belgique et  Pays-Bas
- Genre : Drame et guerre
- Durée : 91 minutes
- Date de sortie : 
  - Pays-Bas : 29 février 1968

## Distribution
- Del Negro : Mike, le soldat américain
- Fons Rademakers : Willy, le soldat allemand
- Robbe De Hert : Richard, le garçon
- Ida Bons : Jeanette
- Elly Claus : Katerina